# Теклянівка
Текля́нівка (колишня назва — Драничка Теклянівка) — село в Україні, в Потіївській сільській територіальній громаді Житомирського району Житомирської області. Населення становить 66 осіб.